# Thornton-le-Moors
Thornton-le-Moors is een civil parish in het bestuurlijke gebied Cheshire West and Chester, in het Engelse graafschap Cheshire met 253 inwoners.